# 靶向治疗
靶向治疗或靶向分子治疗（英語：Targeted Therapy、Molecularly Targeted Therapy）是一种以干扰癌变或肿瘤增生所需的特定分子来阻止癌细胞增长的一种药物疗法，而非一般的干扰所有持续分裂细胞（不稳定细胞）的传统化疗法。放射疗法尽管是针对特定肿瘤的，但是并非此处“靶向”的含义。
癌症靶向治疗在被认为是比当今其他疗法更加有效，并且对正常细胞伤害更小的疗法。
靶向治疗可以治疗乳腺癌、多發性骨髓瘤，淋巴癌，前列腺癌，黑色素瘤, 甲狀腺癌以及其他一些癌症。

Mark Greene在1985年發表的論文，在体内和体外环境用单克隆抗体治療經HER2/neu处理過的细胞，證明了靶向治疗会逆转肿瘤细胞的恶性表型。
一些人拒绝接受靶向治疗这个术语，認為术语所指的药物的选择性不足。“靶向治疗”这个术语有时在文章中，会带双引号出现。

## 种类
靶向治疗可分为小分子，小分子偶联物，单克隆抗体三大类。

### 小分子
大多是酪氨酸激酶抑制剂 (TKI)。

伊马替尼的机理

- 甲磺酸伊马替尼 (格列卫，或STI–571)被批准用于慢性髓细胞性白血病，胃肠道间质瘤以及其他一些癌症。早期的临床试验表明，伊马替尼对皮肤纤维肉瘤（英语：Dermatofibrosarcoma）的治疗有效。
- 吉非替尼 (易瑞沙，或ZD1839)针对表皮生长因子酪氨酸激酶，在美国被批准用于非小细胞肺癌。
- 厄洛替尼 (特罗凯)与吉非替尼机理类似，抑制表皮生长因子。[7]厄洛替尼在二线治疗中被显示提高了转移性非小细胞肺癌患者的存活率。因此厄洛替尼在此方面代替了吉非替尼。
- 硼替佐米 (万珂)是一种诱导细胞凋亡蛋白酶抑制剂。这种药能干扰癌细胞蛋白质并使之死亡。它在美国被批准用以治疗多发性骨髓瘤，但没有用在其他方面的治疗。
- 选择性雌性激素受体调节剂三苯氧胺是靶向治疗的第一种药品。[8]
- JAK激酶抑制剂如FDA批准的托法替尼。
- 间变性淋巴瘤激酶抑制剂如克唑替尼
- B细胞淋巴瘤-2抑制剂如ABT-263以及棉酚.[9]
- 聚ADP核糖聚合酶抑制剂如在一次临床试验中的Iniparib奥拉帕尼
- 磷脂酰肌醇三激酶抑制剂如在一次三期临床试验中的哌立福辛
- 阿帕替尼是一种选择性血管内皮细胞生长因子受体2抑制剂，临床试验中，它表现出了广泛的抗癌性。[10]阿帕替尼目前在临床开发中用于转移性胃癌，转移性乳腺癌以及晚期肝细胞肝癌。[11]
- AN-152, (AEZS-108) 阿霉素结合[D-Lys(6)]- LHRH, 阶段II用以治疗卵巢癌[12]
- Braf抑制剂 (维罗非尼，达拉菲尼，LGX818)用以治疗带有BRAF V600E突变的转移性黑色素瘤。
- 裂原活化蛋白激酶抑制剂(trametinib, MEK162)经常在实验中与BRAF抑制剂一同使用以治疗黑色素瘤。
- 周期蛋白依赖性激酶抑制剂如PD-0332991, LEE011被用于临床试验。
- 热休克蛋白90抑制剂被用于临床试验
- 沙利霉素在自然和实验室创造的小鼠乳腺癌中展现出了杀死肿瘤干细胞的效力。

### 小分子偶联物
- Vintafolide（英语：Vintafolide）是一种针对叶酸受体的小分子偶联物。目前被用于铂类耐药性卵巢癌，以及在非小细胞肺癌的第2b期研究。[13]

### 单克隆抗体
一些单克隆抗体正在发展，少数已获得FDA的批准。以下是一些得到许可的单克隆抗体：
- 利妥昔单抗 (美罗华或瑞图宣)针对B淋巴细胞抗原CD20，被用于非霍奇金淋巴瘤。
- 曲妥单抗 (赫塞汀)针对在某些乳腺癌中的Her2/neu(或称ErbB2)受体。
- 西妥昔单抗 (爱必妥)针对表皮生长因子受体。被用于治疗结肠癌和非小细胞肺癌。
- 贝伐单抗 ( 阿瓦斯丁)针对环血管内皮生长因子配位体。被许可用于结肠癌，乳腺癌，非小细胞肺癌。并有治疗肉瘤的临床试验。并被推荐用以治疗脑瘤[14]

有许多抗体偶联物正在研发，请参见抗体导向酶前药治疗 (ADEPT)。

## 进展与未来发展
在美国，美国国家癌症研究所分子標靶发展计划（Molecular Targets Development Program]，MTDP）致力于研究可能对药物发展有帮助的分子標靶。